# ジョフロワ3世 (アンジュー伯)
ジョフロワ3世・ダンジュー（フランス語：Geoffroy III d' Anjou, 1040年 - 1096年）は、ガティネ伯ジョフロワ2世フェレオルとアンジュー伯フルク3世ネラの娘エルマンガルドの長男。 
1056年から1068年までガティネ伯およびシャトー＝ランドン卿であり、さらに1060年から1068年までアンジュー伯・トゥール伯であった人物であり、歴史上最後のガティネ伯である。
顎鬚を生やしており、ル・バルビュ (le Barbu, 髭伯) と称された。

## 若年期
1045年頃、幼少で実父ジョフロワ2世フェレオルと死別し、寡婦となった母エルマンガルドは亡夫との間に産まれたジョフロワを含む3児を置いてブルゴーニュ公ロベール1世に再嫁したため、姉イルドガルド、弟フルクとともに外伯父ジョフロワ2世マルテルの後見の下で育つ。
1056年に亡父のシャトー＝ランドン領とガティネ伯位を継承し、4年後の1060年には弟フルクと共治する。
ジョフロワ2世には嗣子となる子女がなかったため、1060年に甥のジョフロワとフルクに統治していた領地を分割相続させた。伯父ジョフロワ2世は、2人の甥の中ではジョフロワよりも年少のフルクを可愛がっていたらしいが、ジョフロワにも遺した領地を相続させた。後にフルクからアンジュー領を略奪されるまでの間、アンジュー伯ジョフロワ3世として領地を統治した。

## 戦歴
1060年に伯父ジョフロワ2世マルテルの後継者となったが、すぐにジョフロワ3世は家臣から「ジョフロワ3世は領主としての器量が先代に及ばない」と評されてしまう。
父の遺産の分割相続の際、弟フルクはサントンジュ領とヴィイエール領を相続したが、1062年にポワティエ伯ギー＝ジョフロワ（後のアキテーヌ公ギヨーム8世）に襲撃された際、ジョフロワはフルクの助けを得られず、サントンジュを略取された。
1063年、その他にメーヌをイングランド王でもあったノルマンディ公ウィリアム1世に奪取され、翌1064年、ジョフロワ3世は家臣の1人であるシャトー＝ゴンティエ卿ルノーに助力を求めたが、結局拒否された。
翌1065年、ジョフロワは教会でル・マン司教選挙において、トゥール大司教バルテルミーに自分が推薦する者に投票するよう強要したため、ジョフロワは教会から破門された 。
アンジューの情勢が悪化し、1067年、ジョフロワ3世を裏切った家臣たちと結託した実弟フルクは謀反を起こし、抗争になった。フルクはジョフロワ3世から統治領を奪取し、一時的に投獄した。
1068年、ブリサック＝カンセにてジョフロワ3世はフルクと再戦して敗退し、以降再び投獄され、それ以降は28年もの間シノンにて幽閉された。フランス王フィリップ1世、ブロワ伯ティボー3世、およびメーヌの数人の封臣らがフルクの強引な手段を非難し、兄ジョフロワを釈放するように圧力を掛けられるなど、差し迫った要請をしていた。フルクは周囲との関係調和のため、賄賂としてガティネ領をフィリップ1世にに差し出したが、実兄の釈放要請には応じず、ジョフロワは幽閉され続けた。ジョフロワ3世の幽閉中、フルク4世を主君と認めない封臣たちが常に反乱を起こし、アンジュー領は戦場と化した。フルクは継続的に応戦を強いられ、数年後、すべての封臣にアンジュー伯として認められた時には、アンジュー伯領は大きく減少していた。
ジョフロワは1096年に教皇ウルバヌス2世の介入により、ようやく釈放されたが、長きにわたる幽閉生活により精神の均衡を崩しており、釈放後すぐに死去した。
幽閉中のジョフロワ3世に名を叫んで呼びかけた者がおり、それに反応したジョフロワ3世が立ち止まった時の記録が残っているが、それによると「疲弊した顔をしており、監房に入ると号泣した。」とされている。

## 家族
1060年までにランジェ卿アムランの娘ジュリアンヌ・ド・ランジェと結婚した。ジュリアンヌとは1067年8月7日以降に死別しており、 2人の間に子は無かった。
一方、ジョフロワ3世とフルク4世の実姉イルドガルドは、クルトネー領主ジョスラン1世（フランス語版）と結婚し、子女をもうけている。